# 大和貴恵
大和 貴恵（やまと きえ、1987年12月21日 - ）は、日本の舞台女優。劇団四季に所属していた。2019年に劇団四季を退団。兵庫県神戸市出身。

## 来歴
子どもの頃、地元のミュージカル劇団に所属し、上野中学校・神戸龍谷高等学校を経て大阪音楽大学短期大学部卒業。2008年に劇団四季研究所入所。それ以前にも受験していたが､書類選考で落選してた。

## 人物
- 劇団四季を目指したきっかけは高校時代に学校の演劇鑑賞で観た｢アイーダ｣に感銘を受けたこと。後にその「アイーダ」にてアムネリスを演じている。
- 身長は178cmと､劇団の女優の中でも高身長である。

## 出演作品
- 美女と野獣 - アンサンブル / タンス夫人
- ライオンキング - サラビ (シンバの母)
- 赤毛のアン - ステイシー先生・スローン夫人
- アイーダ - アムネリス
- クレイジー・フォー・ユー - アイリーン・ロス
- リトルマーメイド - アンサンブル